# 大怪獣バトルウルトラコロシアム
『大怪獣バトル ウルトラコロシアム』（だいかいじゅうバトル ウルトラコロシアム）は、2008年10月16日に発売された、Wii対応の怪獣激突アクションゲームである。
2010年2月25日には新要素を加えた『大怪獣バトル ウルトラコロシアム DX ウルトラ戦士大集結』（だいかいじゅうバトル ウルトラコロシアム デラックス ウルトラせんしだいしゅうけつ）が発売された。

## 概要
プレイヤーは「怪獣を召喚できる選ばれし者、レイオニクス」となり、敵として現れる怪獣に対して自分も怪獣を操作し、戦う。
ウルトラシリーズのゲーム作品が発売されるのは、2006年にバンプレストから発売されたPSP専用ソフト『ウルトラマン Fighting Evolution 0』以来2年ぶり。また、ウルトラシリーズのゲームがバンダイナムコゲームスで発売されることも初である。

## システム

### ストーリーモード
『ウルトラギャラクシー大怪獣バトル』から25年後の宇宙。ZAP SPACYの新人隊員として謎の時空波が感知された惑星「モーン・スター」の調査に降り立ったプレイヤーは、機体の操縦不能によって不時着してしまう。
修理のための部品を捜しに外に出ると、3つのウインドウに怪獣が映る謎の機械「バトルナイザー」を拾う。その直後、突如出現した古代怪獣ツインテールに襲撃されるも、絶体絶命の瞬間にバトルナイザーが起動して光の中から古代怪獣ゴモラが実体化し、プレイヤーを窮地から救った。
ゴモラの名付け親となり、宇宙船の修理を進めつつ惑星の謎に迫るプレイヤーは、モーン・スターを舞台としたレイオニクスバトルに否応なく参加することとなる。
1. エピソードを選択
選択エピソードによってデモムービー内容が変わる。
2. デモムービー
デモムービーの内容によって敵怪獣チームの内容が決定。
3. バトル準備
デモムービーの内容に沿ったクリア条件が提示される。
4. バトル開始
敵怪獣と自分の怪獣のバトルとなる。敵怪獣を倒すとクリアとなり、倒した怪獣を自分が召喚可能になる。

### バトルコロシアムモード
真に強き戦士を決めようと、メフィラス星人は全宇宙から怪獣や星人を集め、「バトルコロシアム」を開催する。
スピードバトラス、アタックバトラス、パワーバトラスの3種類のゲームタイプ選択が可能。

### 大怪獣バトルウルトラコロシアムDX ウルトラ戦士大集結
本作品の続編。新たに「VSウルトラヒーローモード」が登場。
ウルトラマンベリアルや、ウルトラマンコスモス（エクリプスモード）、ウルトラマンジャスティス（クラッシャーモード）、ウルトラマンゼアスといったウルトラヒーローを、メインバトラーとして扱うことができる。

## 登場人物紹介

### レイオニクス（RB）
ZAP隊員 《プレイヤー》
ZAP SPACYのルーキーで「スペースペンドラゴンMk-II」のパイロット。自分のゴモラに名前を付けるほどの怪獣好き。持ち前の知識と戦術で数々の苦難を乗り越える。ゲーム中「超振動波」を放つことが出来るゴモラは彼が名付け親となった個体のみである。
宇宙忍者 バルタン星人
「拙者…」「…ござる」という時代劇的な喋り方のRB。最強を目指し、プレイヤーと三度対決する。一度目は透明怪獣ネロンガを使って奇襲をかけ、二度目はパワードバルタン星人二人を引き連れバルタン星人三人衆として襲いかかり、三度目は超改造レイキュバスを切り札として戦い、プレイヤーこそ最強のレイオニクスと認め、姿を消した。
凶悪宇宙人 ザラブ星人（声：不明）
ストーリーモードのラストボス。友好的な素振りを見せて奇襲をかける卑怯な性格で、プレイヤーのことを「（レイオニクス同士の）兄弟」と呼ぶ。使役怪獣は超古代怪獣ゴルザ。モーン・スターとの戦いでプレイヤーのバトルナイザーにセーブされるも、後に解放されると地球まで襲来し四次元怪獣ブルトンの能力で主人公諸共に街を消滅させようと目論見、最強の怪獣ネオカオスダークネスと共に最後の決戦を挑む。
炎魔戦士 キリエロイド
ブルトンの力を使ってプレイヤーのモンスロードを封じた。レイブラッドの力で（キリエル人が支配する）神聖な宇宙の秩序を創るのが最終目的。
地獄星人 ヒッポリト星人（声：塩屋浩三）
自らを「地獄のレイオニクス」と名乗る。ヒッポリトタールでプレイヤーに奇襲をかける。RBだがモンスロードせず自分で戦ったため、使役怪獣は不明。
邪悪宇宙生命体 ワロガ
暴君怪獣タイラントを使役する強豪レイオニクス。自信満々で勝負するも、異次元空間から脱出しようと本気で暴れたプレイヤーに彼方にまで跳ばされる。
悪質宇宙人 メフィラス星人（声：加藤精三）
最強のレイオニクス。過去の個体と違い、好戦的な性格で紳士的な態度は見せない。プレイヤー曰く「残忍そうな目つき」をしている。真に最強となるためにモーン・スターの歪んだ次元から怪獣たちを呼び寄せた事件の黒幕。数多くのRBを破り続け、使役怪獣は999体まで存在する。プレイヤーの力を認めレイオニクスバトルを挑む。EXタイラント（デスボーン）、EXレッドキングを呼び出す。最後はプレイヤーのバトルナイザーに潔くセーブされた。彼が触れていた歪んだ次元には強大な怪獣達と共に恐るべき禁忌が封印されていたがそれを承知で行っていたかは不明。彼との決戦では通常のメフィラス星人よりバトラー能力が強化されている。
レイモン（声：南翔太）
「ウルトラギャラクシー大怪獣バトル」の主人公。プレイヤーを助けるために原始怪鳥リトラ(S)を送ったが封印された存在によって暴走し、彼のもとを離れてしまう（しかしプレイヤーによって正気に戻り、バトラーとなる）。後にモーン・スターを脱出したプレイヤーの前に現れ、この先も戦い続けられるか見定めるためにレイオニクスバトルを挑む。原作同様、ゴモラとエレキングを使役する。
今作ではアーケード版に先駆けて、全身を光に変えることで巨大化し、自身も直接戦闘に参加する姿を見せているが、必殺技とデザインが異なっている。

### その他の星人、異次元人
暗殺宇宙人 ナックル星人（声：中尾隆聖）
居眠り運転をしてモーン・スターに墜落してしまった星人。自分勝手な性格でナックル星と連絡を取るため、主人公の通信機を奪おうとして隕石怪獣ガラモンをけしかけてくる。プレイヤー曰く「落ちこぼれのナックル星人」である。再び現れた際には本気で掛かって最強クラスの用心棒怪獣ブラックキングや宇宙海獣レイキュバスを従えるが成長したプレイヤーの前に倒れた。
テンペラー星人の子分としても登場する（和解したため、前述のナックル星人とは別人と思われる）。
宇宙忍者 パワードバルタン星人
プレイヤーを自分の使役する破壊獣モンスアーガーの餌にしようとした星人。カタコト英語で話す。その後もバルタン星人三人衆として二体登場する。「我ら三人が負けるなどありえん、仕切り直しだ！」というバルタン星人（RB）の言動から上記と同一人物もいると思われる。
幻覚宇宙人 メトロン星人（声：龍谷修武）
バカンスを楽しむためにモーン・スターに降りたが前述の暴走したリトラに襲撃され、宇宙船を破壊される。話し方は紳士的だが短気な性格で、八つ当たりとバトルナイザー狙いでプレイヤーに襲いかかる。超古代竜メルバを使役する。
三面異次元人 ギギ
レイオニクスハンター。プレイヤー抹殺のために異次元能力を使って襲いかかる。宇宙怪獣エレキングを使役する。
サーベル暴君 マグマ星人
バトルナイザーを狙う星人。コイン怪獣カネゴン（声：不明）となまけ怪獣ヤメタランス（技バトラー、会話に名前が登場）を使役する。テンペラー星人の子分としても登場する。
三面怪人 ダダ
バトルナイザーを狙う宇宙人で、「…ダダ」と自分の名前を交えて喋るのが特徴。落ち着きがなく諦めの悪い性格でプレイヤーとは三度も戦う（しかも会うたびテンションが上がる）。「アイ・シャル・リターン・ダダァー！」が口癖。EX怪獣軍団にネオカオスダークネスなど強力な怪獣を何体も使役している。最後はプレイヤーを最強のレイオニクスと認め、自分の最強怪獣であるゴモラを託して倒れた。
宇宙忍者 バルタン星人（ベーシカル）
バトルナイザーを狙う星人。スピードには絶対の自信を持つ。負けた時はプレイヤーが同情するほど落ち込んだ。
極悪宇宙人 テンペラー星人（声：丸山詠二）
気づかないうちに自分の領土に入っていたプレイヤーをナックル星人、マグマ星人（使役怪獣は同じだが前述と本人たちかは不明）を従えて襲って来る。最後はプレイヤーの強さを認めて「兄貴」と呼び、三人共協力者となる（ナックル星人のバトラーは既にある）。
宇宙剣豪 ザムシャー（声：菅谷勇）
宇宙を放浪する宇宙人。RBではないがレイオニクスバトルを耳にして強者を求めて戦いに挑む。プレイヤーを圧倒的に押したバルタン星人三人衆を容易く斬り倒すほどの実力者。後にプレイヤーと対決して敗れると危機に参ずると約束する。
『ウルトラマンメビウス』に登場したザムシャーと同一人物かどうかは不明。
暗黒星人 ババルウ星人（声：菅谷勇）
バトルナイザーを狙う星人。プレイヤーの強さの秘密はゴモラにあると考え、自らもゴモラを使って襲うが戦い慣れているプレイヤーには通じず、逃げようとしてバトルナイザーにセーブされる。
異次元人 ヤプール
一角超獣バキシム、ヒッポリト星人（前述のRBとは別人）、異次元超人エースキラーら、超獣軍団を操る。メフィラス星人（RB）のバトルコロシアムに現れるが目的は不明。名前のみ登場。
策略星人 ペダン星人
最強兵器である宇宙ロボットキングジョーブラックをプレイヤーが破ったことを知り、危険人物としてキングジョー軍団で攻撃する。彼らの兵器がモーン・スターの次元に封印されていた理由は不明。
台詞と名前のみの登場で、直接登場していない。